# Institut d'Estudis Avançats de Princeton
L'Institut d'Estudis Avançats (en anglès: Institute for Advanced Study) és una institució privada a Princeton, Nova Jersey, Estats Units d'Amèrica. Fou dissenyat per acollir-hi investigacions avançades bàsiques dutes a terme per científics de diversos camps, sense la molèstia d'haver de donar classe, aconseguir fons o cercar patrocinadors. Tot i que es troba a prop, no és part de la Universitat de Princeton. L'institut és potser més conegut com el lloc de treball d'Albert Einstein i John von Neumann després de llur emigració als Estats Units. Hi ha d'altres instituts d'estudis avançats als EUA i en altres parts del món, basats en el mateix model.

## L'institut
L'institut consisteix d'Escola d'Estudis Històrics, Escola de Matemàtiques, Escola de Ciències Naturals, Escola de Sociologia i Escola de Biologia Teòrica, de nova creació. Hi ha un reduït nombre de professors en cada escola, suplementats amb membres visitants que són seleccionats cada any per gaudir d'una beca. Més que per la peculiar combinació de camps objecte d'estudi, l'institut es caracteritza per les interessants personalitats que han passat per ell durant anys.
No hi ha programes educatius tradicionals, o instal·lacions experimentals, i la investigació es fonamenta mitjançant donacions i ajudes -no cobra matrícula als seus assistents. La investigació mai es fa per contracte o direcció externs; es deixa cada investigador escollir les seves metes.
No forma part de cap institució educativa; tanmateix, la proximitat de la Universitat de Princeton (els departaments de ciències estan a menys de 5 km de l'institut) implica que existeixin llaços informals, i nombroses col·laboracions entre investigadors d'ambdós centres. De fet, durant els seus primers sis anys de vida, mentre el seu edifici principal era construït, l'institut va estar situat dins del Departament de Matemàtiques de la Universitat de Princeton. Des de llavors s'ha estès la falsa creença que forma part d'aquesta universitat.

## Història
L'institut fou fundat el 1930 per Louis Bamberger i Caroline Bamberger Fuld amb els guanys de llur establiment comercial a Newark, Nova Jersey. La història de l'institut va estar a punt de frustrar-se abans de començar; els germans Bamberger retiraren llurs diners del mercat de valors just abans de la Gran depressió del 1929, i llur intenció inicial fou mostrar la seva gratitud envers l'estat de Nova Jersey mitjançant la creació d'una escola dental. No obstant això, llur amic Abraham Flexner, prominent pedagog, els va convèncer perquè dediquessin llurs diners al servei de la investigació més abstracta.
L'institut es fundà, explícitament, per acollir-hi emigrants jueus (incloent-ne Einstein) a qui la Universitat de Princeton rebutjava degut al seu antisemitisme institucionalitzat.
Frank Aydelotte va ser-ne director des del 1939 fins al 1947, seguit per Robert Oppenheimer, que va romandre-hi al càrrec durant el període del 1947 fins al 1966.

## Professorat
L'institut ha acollit algunes de les ments més reconegudes del món, com Albert Einstein, Kurt Gödel, Tsung-Dao Lee, Chen Ning Yang, Robert Oppenheimer, John von Neumann, Freeman J. Dyson, André Weil, Erich Auerbach, Hermann Weyl, Frank Wilczek, Edward Witten i George F. Kennan per anomenar-ne alguns dels més famosos.